# Blapsilon montrouzieri
Blapsilon montrouzieri är en skalbaggsart som beskrevs av Thomson 1865. Blapsilon montrouzieri ingår i släktet Blapsilon och familjen långhorningar. Inga underarter finns listade.